# Laserowy system referencyjny

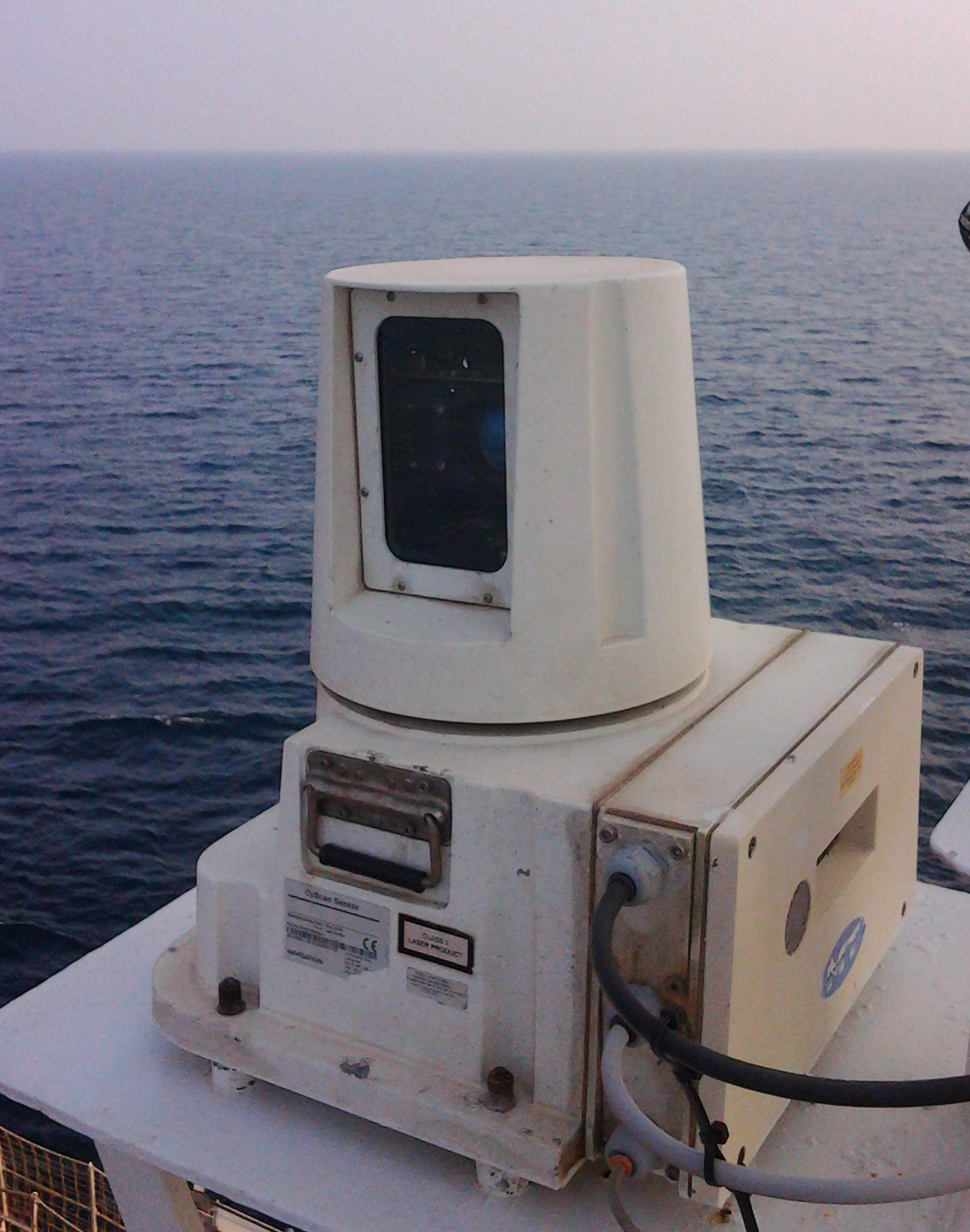
Obrotowa głowica (skaner) urządzenia CyScan

Laserowy system referencyjny (precyzyjnej nawigacji) używany jest do określenia pozycji statku DP względem obiektu (platforma, barka, inny statek) w pobliżu którego statek DP pracuje.

## Zasada działania
Zamontowany w obrotowej głowicy laser półprzewodnikowy wytwarza impulsy elektromagnetyczne w zakresie podczerwieni(długość fali 904-905 nm). Układ soczewek formuje impulsy w wiązkę o jak najmniejszej szerokości w poziomie i o szerokości rzędu 20 stopni w pionie. W czasie pracy urządzenia podstawa obraca się, a wiązka laserowa omiata okolicę. Układ elektrooptyczny mierzy czas między wysłaniem i powrotem impulsu, określając w ten sposób odległość do odbłysnika. Inny układ mierzy kąt obrotu w stosunku do linii centralnej statku, określając kąt kursowy i, uwzględniając dane z żyrokompasu, namiar na odbłyśnik. Dane te są przekazywane do komputera zawiadującego systemem DP, który na ich podstawie określa położenie statku i parametry jego ruchu.

## Modele
Obecnie (2012) spotykane są następujące urządzenia:
- Fanbeam Mk. 4.1, Mk 4.2 oraz Mk 5 firmy MDL
- CyScan firmy Marine Technologies

## Odbłyśniki
Stosuje się dwa typy odbłyśników:
1. Pokryte taśmą odblaskową dobrego gatunku powierzchnie płaskie (rozmiary rzędu 1-2x0,35 metra) lub pokryte takąż taśmą cylindry o średnicy 15–25 cm i wysokości 1-2 metra). Odbłyśniki takie zapewniają zasięg rzędu 150-400 metrów.
2. Odbłyśniki pryzmatyczne, droższe lecz zapewniające zasięg rzędu 1–2 km.

## Dokładność
Laserowe systemy referencyjne mierzą odległość z dokładnością rzędu 20 cm, a namiar z dokładnością 0,02 stopnia.

## Zalety i wady
Zaletami takich systemów są:
1. Duża dokładność
2. Niski koszt instalacji
3. Tanie, łatwe w instalacji i niewymagające zasilania czy regulacji odbłyśniki (wymagają jedynie mycia co jakiś czas)
4. Łatwość obsługi

Do wad zalicza się:
1. Lokalny zasięg, tylko w pobliżu stacjonarnych struktur lub współpracującego statku (nie można używać np. przy układaniu rurociągu lub pracach podwodnych w miejscu oddalonym od platformy)
2. Zasięg znacząco redukowany w warunkach słabej widoczności (deszcz, śnieg czy mgła).
3. Zachodzące lub wschodzące Słońce, świecąc w układ optyczny, może zaburzać pracę urządzenia.
4. Elementy odblaskowe na szalupach, kołach ratunkowych itp mogą być pomylone przez urządzenie z odbłyśnikami. Szczególnie niebezpieczne jest przechwycenie odblasków na kombinezonach osób poruszających się w pobliżu odbłyśnika.